# Mahébourg

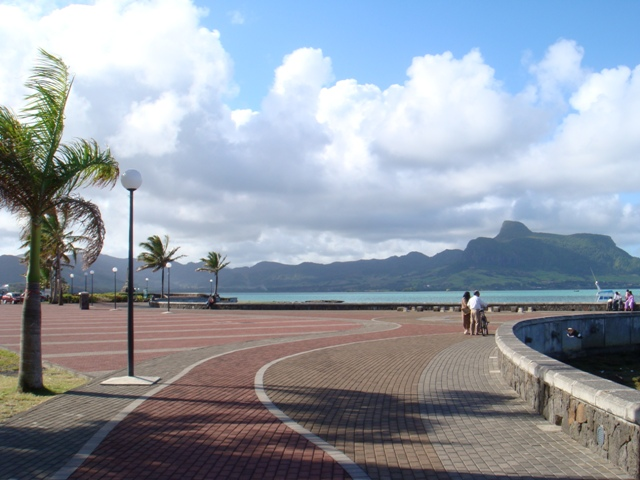

Mahébourg é uma pequena cidade na costa sudeste da ilha Maurício. Principal localidade do distrito de Grand Port, a cidade possuía 15 753 habitantes no ano de 2000.